# 7515 Marrucino
7515 Marrucino è un asteroide della fascia principale. Scoperto nel 1986, presenta un'orbita caratterizzata da un semiasse maggiore pari a 2,3731889 UA e da un'eccentricità di 0,0182113, inclinata di 0,19209° rispetto all'eclittica.
L'asteroide è dedicato all'antico popolo italico dei Marrucini e soprattutto alla cittadina di San Martino sulla Marrucina, la cui comunità discende da questa popolazione, come indicato nella motivazione di intitolazione: 
«Marrucino was an ancient tribe that lived in Abruzzo. San Martino sulla Marrucina is renowned worldwide for its wine and chitarra, a special kind of pasta. It is also famous for polverieri, a group of artisans and merchants who for five centuries produced gunpowder from grape charcoal following a secret recipe».